# Apisa arabica
Apisa arabica is een vlinder uit de familie spinneruilen (Erebidae), onderfamilie beervlinders (Arctiinae). De wetenschappelijke naam van de soort is voor het eerst geldig gepubliceerd in 1934 door Georg Warnecke.
Deze nachtvlinder komt voor in tropisch Afrika.